# BI-RADS
BI-RADS (ang. Breast Imaging-Reporting and Data System) – system stworzony przez American College of Radiology (ACR) w celu standaryzacji opisów mammograficznych. 
Skala BI-RADS (stosuje się również zapis BIRADS) jest publikowana przez ACR w atlasach, dotyczy mammografii oraz w najnowszej edycji skali badań USG oraz rezonansu magnetycznego.
BI-RADS definiuje terminologię jaką należy posługiwać się w opisach badania, strukturę opisu oraz kategorie końcowej oceny z wnioskami określającymi dalszy sposób postępowania.
| ocena | opis                                             | uwagi |
| ----- | ------------------------------------------------ | --- |
| 0     | ocena końcowa niekompletna                       | wymaga dodatkowych badań obrazowych, ryzyko złośliwości w tym stopniu jest niepewne i trudne do oceny |
| 1     | norma                                            | oznacza obraz całkowicie prawidłowy, ryzyko złośliwości 0%, nie wymaga dalszej diagnostyki |
| 2     | zmiana łagodna                                   | oznacza obecność zmian z pewnością łagodnych, ryzyko złośliwości 0%, nie wymaga dalszej diagnostyki |
| 3     | zmiana prawdopodobnie łagodna                    | ryzyko złośliwości <2%, wskazana kontrola za 6 miesięcy, możliwe badania dodatkowe USG |
| 4     | zmiana podejrzana                                | ryzyko złośliwości od 2% do 95%, konieczna weryfikacja zmiany, grupę podzielono na 3 podgrupy(*): - 4a: zmiana podejrzana, ale o małym stopniu prawdopodobieństwa złośliwości - 4b: zmiana podejrzana, o pośrednim stopniu prawdopodobieństwa złośliwości - 4c: zmiana podejrzana, o wysokim stopniu prawdopodobieństwa złośliwości, jednak bez klasycznych cech złośliwości |
| 5     | zmiana o wysokim prawdopodobieństwie złośliwości | ryzyko złośliwości >95%, konieczna weryfikacja zmiany i dalsze leczenie |
| 6     | rak potwierdzony                                 | zmiana wcześniej zweryfikowana jako złośliwa |

(*) podział kategorii BI-RADS 4 na podgrupy dotyczy tylko badań USG i mammografii, nie dotyczy badań wykonanych metodą rezonansu magnetycznego.